# Osmond Ezinwa
Osmond Ezinwa (22 novembre 1971) è un ex velocista nigeriano.
Anche il fratello gemello Davidson Ezinwa è stato un velocista.

## Palmarès

### Mondiali
- 1 medaglia:
  - 1 argento (Atene 1997 nella staffetta 4x100 m)